# 나카야 요시아키
나카야 요시아키(일본어: 仲谷 義明, 1925년 10월 27일 ~ 1988년 11월 18일)는 일본의 정치가이며 아이치현(愛知県) 지사를 역임하였다.

## 생애
1925년 10월 27일, 나고야시 니시구 사쿠라기 정에서 태어났다. 아버지는 방직 회사 이후 미싱 회사에 근무하였으며, 나카야 상회를 세워 독립하였다.
1945년 4월, 도쿄제국대학 법학부 정치학과에 입학했으며, 3개월 후에 육군에 입대하였다. 이 시기에 간부 후보생 대표로서 자주 구타당했다고 한다.
1948년 9월, 대학을 졸업하고 자치성에 근무하며 공직생활을 시작했다. 기후현 서무과장, 지사공실차장 등을 거쳐, 1960년 아이치현 수도부장, 노동부장등을 역임했다.
1969년 4월 16일, 아이치현 교육위원회 교육장에 취임하였다. 교육장 재임 중에 학교군제도(学校群制度)를 추진했다. 학교군제도란 학교 마다 그룹(郡)을 만들어 학력의 격차를 줄이고 평균점에 비슷하게끔 합격자를 나누는 입시 제도의 하나이다. 나카야는 학교군제도를 추진한 당사자이지만, 당시 본인의 자녀는 학교군제도를 피하고 사립학교에 진학시켜 물의를 빚었다.

### 아이치현 지사 당선
1974년 12월 9일, 나카야는 아이치현 지사에 출마 의사를 표명하였고, 다음해인 1975년 2월 9일 실시된 아이치현 지사 선거에서 자민당과 민사당의 추천을 받아 입후보하여 당선되었다.

### 나고야 올림픽 구상
1976년 가을, 오시마 야스시(大島靖) 오사카 시장이 오사카에서 올림픽을 개최하고 싶다는 뜻을 밝혔다. 오시마는 얼마 지나지 않아 자신의 뜻을 철회했다.
당시 나고야 상공회의소의 소장이자 도카이 은행의 회장인 미야케 시게미츠(三宅重光)가 오시마의 발언에서 아이디어를 고안해 '나고야 올림픽 유치'를 구상하였고, 이와 관련한 자료를 수집하여 1977년 4월 아이치현 공관을 방문해 나카야 지사에게 나고야 올림픽의 유치를 제안했다.
1977년 8월 25일, 나고야 올림픽 유치 계획(名古屋オリンピック構想)을 언론사에 발표함으로서 모든 언론이 이를 보도하였다.
1979년 2월, 나카야는 자민당, 사회당, 공명당, 민사당의 추천을 받아 현지사 선거에 입후보하였고 재선되었다.
1981년 9월 30일, 서독 바덴바덴에서 열린 제84차 국제 올림픽 위원회 총회에서 1988년 하계 올림픽의 개최지가 발표되었는데, 당시 개최지로 유력했던 나고야시가 서울에 절반에 가까운 표 차이로 패배하였다.
나고야시가 서울에 패배한 요인으로는 서울을 당연히 이길거라는 낙관적 분위기가 주를 이뤄 방심하였고, 로비 활동에 소홀하였다. 또한 지역 내 올림픽 개최를 반대하는 지속적인 항의 운동 등이 나고야시의 패배 요인으로 거론된다. 유치 성공을 100% 확신하던 각종 매체는 개최 성공을 축하하는 특별방송까지 편성한 상태였다. 개최 도시 결정이 발표되자, 특별방송 스타디움은 침묵이 일었다.
1982년 5월 17일, 다음해에 치뤄질 지사 선거에 불출마를 표명하였고, 1983년 2월 14일 퇴임하였다.

### 자살
1983년 나고야 구장 사장에 취임하였고, 1985년에는 아이치 의과대학 이사장에 취임하였다.
1988년 서울 올림픽이 폐막하고 한달이 지났을 무렵인 11월 18일 오후 9시경에, 나고야시 나카구 사카에 잇쵸메에 있는 자신의 사무소에서 넥타이로 목을 메어 자살하였고, 가족에 의해 발견되었다.
나카야는 죽기 한달 전부터 아이치현 의대 관계자에게 감기에 걸려 몸상태가 이상하다고 말했는데, 경찰은 몸 상태가 안좋아지면서 괴로워하던 중에 급작스럽게 자살한 것으로 보고 조사를 진행하여, 자살 원인은 불명하다. 일부에서는 서울 올림픽을 끝까지 지켜보고, 나고야 올림픽 유치 실패의 책임을 지고 자살했다는 추측도 있다.

## 같이 보기
- 아이치현
- 나고야시
- 1988년 나고야 하계 올림픽 구상
- 1988년 하계 올림픽